# Yves Dautun
Yves Dautun (* 6. August 1903 in Bordeaux (Frankreich); † 15. September 1973) war ein französischer Komponist, Schriftsteller und Faschist.

## Leben
Yves Dautun studierte Musik unter Paul Dukas in Paris. Der Öffentlichkeit fiel er 1925 mit einem leidenschaftlichen Artikel über Erik Satie auf und wurde danach einer seiner letzten Schüler. In den folgenden Jahren komponierte Yves Dautun und arbeitete als Journalist und Kritiker bei verschiedenen Zeitungen. In den 1930er Jahren wurde er ein Anhänger der faschistischen Bewegung, Mitglied der Parti populaire français und während der Kriegsjahre auch Mitglied der militanten Bewegung La Cagoule. Infolgedessen wurde Yves Dautun nach Ende des Zweiten Weltkriegs zu 20 Jahren Zwangsarbeit verurteilt. Im Rahmen einer Generalamnestie Anfang der 1950er Jahre kam er frei und widmete sich weiterhin dem Journalismus.
Yves Dautun war ein Cousin von François Mitterrand.

## Kompositionen (Auswahl)
- Porte des Vincennes, für Orchester (1926)
- Sonatine für Violine und Klavier
- Ondes, für Orgel, Violine, Viola und 2 Harfen
- La Francaise, für Klavier